# 北軽井沢ブルーベリーユースゲストハウス
 北軽井沢ブルーベリーユースゲストハウス（きたかるいざわブルーベリーユースゲストハウス）は、日本ユースホステル協会に加盟している群馬県のユースホステル。北軽井沢ブルーベリーYGHと表記されることもある。
浅間山の北北東麓、北軽井沢と呼ばれる嬬恋村の観光リゾート地域に2001年1月7日に開館したユースホステル。施設はペンション風の木造2階建てで、屋根も壁面も真っ青に塗られ、窓枠だけ白という外観である。名称は浅間山に自生している『浅間ベリー』という特殊なブルーベリーに由来する。マネージャーは2006年にユースホステルの創設者であるリヒャルト・シルマンの伝記を出版している。

## 設備
- 全室バス・トイレ付
- 全室テレビ・ビデオ付
- ビデオソフト1000本
- 個人や小グループに適している
- グループで一室利用可
- ゲストルームあり
- 駐車場あり
- 駐輪場あり
- 荷物預かりあり
- 周辺にスキー場あり
- 周辺に温泉あり
- レンタサイクル４台あり

## 体験プログラム
- 19時40分以降に温泉までの送迎あり。その時に星が出ていれば星空観察会を行う。
- 週末にはアウトドア系の体験プログラムを提供している。
- 冬期はスノーシューによるハイキングの体験プログラムを提供している。

## 休館
- 平均月8日
- 冬期は平日休館になることが多い

## アクセス
- 北陸新幹線軽井沢駅より、バス・北軽井沢下車（送迎あり）。
- 又は、吾妻線長野原駅より、バス・北軽井沢下車（送迎あり）。
- 車でのアクセスについての詳細は公式サイトに詳しいので参照のこと。